# 広島市電
広島市には狭義の市電、すなわち市営の路面電車は過去にも現在にも存在しない。
- 広島電鉄 - 広島市内で路面電車を運行する民間事業者。
- 広島高速交通（アストラムライン）[誰?] - 広島市内で新交通システムを運行する第三セクター事業者。